# مرگ لیندا نورگرو
لیندا نورگرو (انگلیسی: Linda Norgrove؛ ۴ سپتامبر ۱۹۷۴  در جزایر لوئیس – ۸ اکتبر ۲۰۱۰) امدادگر اهل اسکاتلند بود که در سال ۲۰۱۰ در افغانستان کشته شد. نورگرو برای یک سازمان غیردولتی آمریکایی بنام «دی ای آی» کار می‌کرد وی پیشتر از کارمندان سازمان ملل متحد بود. وی سپتامبر سال ۲۰۱۰ به اسارت شورشیان در افغانستان درآمد. در جریان عملیاتی برای نجات وی در ولایت کنر با پرتاب یک نارنجک یک سرباز آمریکایی به داخل یک راه آب که در آنجا ستیزه‌گران او را به گروگان گرفته بودند، کشته شد.